# La Nouvelle Eurydice
Pour les articles homonymes, voir Eurydice (homonymie).
La Nouvelle Eurydice est le premier roman de Marguerite Yourcenar paru en 1931 aux éditions Grasset.

## Édition
Ce roman a été publié en 1931 aux éditions Grasset (BNF 31676820) et n'a jamais été réédité.